# Florea Dumitrache
Florea Dumitrache (Bucareste, 22 de maio de 1948 – Bucareste, 26 de abril de 2007) foi um futebolista romeno.
Após passagens pelas categorias de base de Rapid e TUG București, fez sua estreia profissional pelo Dínamo Bucareste em 1966, um ano depois de ser promovido dos juniores. Em doze temporadas (1965-1976), foram 198 partidas e 108 gols marcados.
Entre 1976 e 1979, atuou pelo Jiul Petroşani, onde marcou 37 gols em oitenta partidas. Por seu último clube, o Corvinul Hunedoara, Dumitrache manteve seu faro de artilheiro, marcand 25 gols em 79 jogos, encerrando sua carreira como jogador em 1984, aos 36 anos.
Morreu em 26 de abril de 2007, faltando 26 dias para completar 59 anos. Estava em coma desde o dia 5 do mesmo mês, não resistindo a uma grave hemorragia digestiva, sendo acometido também por uma hemorragia intracraniana.

## Seleção
Dumitrache fez parte da Seleção Romena de Futebol que disputou a Copa do Mundo de 1970, realizada no México, onde marcou um gol na vitória sobre a antiga Tchecoslováquia por 2 a 1, e outro na derrota para o Brasil por 3 a 2. Entre 1969 e 1974, Mopsul fez 31 partidas e marcou quinze gols pelo selecionado romeno.